# Мухаммад Якуб-бий
Мухаммад Якуб-бий ( Якуб-бий узб. Muhammad Yoqubbiy;) — государственный и военный деятель, кушбеги — премьер министр (1860—1870) Бухарского эмирата.
Был одним из рабов и воспитанником эмира Музаффара.

## Политическая и военная деятельность
За время правления эмира Музаффара Мухаммад Якуб-бий был назначен наместником бекств Каттакургана и Гузара.
Перед военной экспедиции Российской армии в 1866–1868 годы против Бухарского эмирата, Мухаммад Якуб-бий назначается главнокомандующим бухарского войска. 
Выдающийся бухарский мыслитель Ахмад Дониш дал следующую характеристику Мухаммад Якуб-бию: 

Это был человек, который за всю свою жизнь не слышал ружейного выстрела и никогда не видел поля сражения; так что и самый малый из нукеров ислама устыдился того, что он был назначен главой этого войска.
В 1868 году заключение мира с Российской Империей и подписания Русско-бухарского договора на тяжёлых для Бухары условиях усиливает народное недовольство политикой эмира Музаффара. Осенью того же года разгорается восстание под предводительством Сеида Абдумалика, пытавшегося захватить престол своего отца в Бухаре. 
Эмир обращается за помощью к Генералу-лейтенанту К. П. фон Кауфману,  который отправляет ему на помощь войска под командованием генерала А.К. Абрамова. Войска А.К. Абрамова и бухарское войско под командованием Тохтамыш-инака, где начальником артиллерии назначается Мухаммад Якуб-бий, 27 октября 1868 года занимают Карши. После эмир направляет войско под командованием Мухаммад Якуб-бия в Чиракчи.
После подавления восстания, эмир посылает Сеид Абдулмумина и Мухаммад Якуб-бия на Шерабад, для наказания непокорных племён кунгратов и сараев. После овладения Шерабадом и должного наказания мятежников Мухаммад Якуб-бий вводит войско и захватывает Денау. Оттуда он отправляется в Хисар-и Шадман, вторично присоединив к Бухарскому эмирату всю Гиссарское бекство и с большим войском направляется в Куляб. Мухаммад Якуб-бий после завоевания Кулябской области со всеми относящимися к ней владениями, войском возвращается в Гузар и остаётся там.
По данным Абдалазима Сами, кушбеги Якуб-бий и некоторые другие царские гулямы "имели огромное влияние на государя и без усмотрения и мнения которых никто не осмеливался вмешиваться в какое-либо дело".